# Frederick Ashton
Frederick William Mallandain Ashton, född 17 september 1904 i Guayaquil, Ecuador, död 18 augusti 1988 i Eye, Suffolk, England, var en brittisk balettdansare och koreograf. Han arbetade också som regissör och koreograf inom opera, film och revy.
Frederick Ashton var inställd på att bli en dansare och trots hans familjs motstånd blev Ashton accepterad som elev hos först Léonide Massine och sedan Marie Rambert. År 1926 uppmuntrade Rambert honom att prova koreografisk dans. Han fortsatte med framgång att dansa professionellt, men det var som koreograf han blev berömd.
Ashton var huvudkoreograf för Ninette de Valois från 1935 tills hon gick i pension 1965, i ett danskompani de först kallade Vic-Wells Baletten. Danskompaniet bytte sedan namn till Sadler's Wells Ballet och till slut till Kungliga Baletten Royal Ballet. Han efterträdde de Valois på chefsposten på danskompaniet och ledde det fram till sin pension 1971.
Frederick Ashton sägs ofta vara den som skapade en specifik engelsk version av balett, som han senare utvecklade till klassisk dans. Några av hans mest kända verk är "Facade" (1931), Symphonic Variations (1946), Askungen (1948), La fille mal gardée (1960), Monotones I och II (1965), Enigma Variations (1968), och balettfilmen The Tales of Beatrix Potter (1970).
Han såg Anna Pavalova uppträda år 1927 vilket inspirerade honom till att ägna sitt liv åt balett. Han studerade i London hos Léonide Massine och Marie Rambert. På Kungliga Baletten blev han regissör och efterträdde Ninette de Valois under en av balettens bästa eror. Han tilldelades CBE (Kommendör av det brittiska imperiet) 1950 i Kungens heders lista, Knight Bachelor av det brittiska väldet år 1962, Hederskompanjon år 1970, Order of Merit år 1977; alla dessa i Drottningens heders lista. Ashton blev även tilldelad Hederslegionen i Frankrike 1962 och han belönades med Kommendör av Dannebrog 1963 av den danska regeringen.